# Eleonora Fauner
Eleonora Fauner (* 24. September 1997 in Pieve di Cadore, Venetien) ist eine ehemalige italienische Biathletin. Sie gewann 2023 ein Rennen im IBU-Cup.

## Sportliche Laufbahn
Ihre ersten internationalen Wettkämpfe bestritt Nora Fauner bei den Jugendweltmeisterschaften 2016 im rumänischen Cheile Grădiștei, wo Rang 30 im Einzel und Platz 8 mit der Staffel um Michela Carrara und Nathalie Wiedenhofer resultierte. Steigern konnte sie sich in der Saison 2017/18, Fauner lief in ihrem ersten Saisonrennen im Juniorcup auf den vierten Rang im Einzel. Bei den Junioreneuropameisterschaften ergatterte sie mit Irene Lardschneider, Patrick Braunhofer und Daniele Cappellari die Silbermedaille in der Mixedstaffel, bei der Junioren-WM ging es mit Lardschneider und Carrara auf den sechsten Platz. In den Individualbewerben war die Italienerin jedoch weniger erfolgreich, im Folgewinter war ein elfter Rang das höchste der Gefühle. Im Dezember 2019 gab sie in Ridnaun ihr Debüt im IBU-Cup der Senioren und zeigte sich deutlich formverbessert, so erzielte sie im Saisonverlauf einen 23. und einen 19. Rang im Sprint und einen siebten Platz mit der Mixedstaffel in Osrblie. Auch in der Saison 2020/21 war Fauner Teil der IBU-Cup-Mannschaft, verbesserte ihr bestes Individualresultat am Arber auf Platz 13 und wurde bei den Europameisterschaften mit der Mixedstaffel Fünfte. Nach Saisonende gewann sie zudem in selbiger Disziplin mit Lisa Vittozzi, Patrick Braunhofer und Lukas Hofer den italienischen Meistertitel.
Im Dezember 2021 gab Fauner in Hochfilzen ihr Debüt im Weltcup. Im Sprint wurde sie nach zwei Schießfehlern 70., durch den Ausfall Dorothea Wierers kam sie auch im Staffelrennen zum Einsatz und wurde mit Vittozzi, Carrara und Samuela Comola 13. Im IBU-Cup verlief die Saison weitestgehend unauffällig, bestes Resultat wurde ein 13. Rang im Massenstart von Sjusjøen. Ein Paukenschlag gelang der Italierin dann im Januar 2023. Nach einer Saison, die bis dahin ohne Top-20-Platzierung verlaufen war, siegte Fauner beim Sprintrennen von Osrblie und distanzierte ihre Teamkollegin Hannah Auchentaller um zehn Sekunden. Daraufhin bekam sie in Ruhpolding einen weiteren Weltcupeinsatz und schloss das Einzel als 66. ab. Bei der EM resultierte als bestes Ergebnis Platz 22 im Einzel, beim Saisonfinale in Canmore ging es viermal unter die besten 20, inklusive eines achten Ranges im Sprint. Ihre letzten Wettkämpfe bestritt die Italienerin bei den nationalen Meisterschaften 2023 und errang hinter Samuela Comola und Michela Carrara die Bronzemedaille im Massenstart.
Mitte Mai 2023 gab Fauner überraschend mit 25 Jahren ihr Karriereende bekannt. Laut eigener Aussage wollte sie eigentlich wieder in den Wettkampfbetrieb einsteigen, hatte die Rücktrittsentscheidung aber nach der Wettkampfpause Ende April getroffen, da ihre Familie ein Restaurant eröffnet habe und Fauner „Lust hatte, sich zu verändern“.

## Persönliches
Fauner stammt wie Lisa Vittozzi aus Sappada. Sie ist die Tochter des ehemaligen Skilangläufers und Olympiasiegers Silvio Fauner und Schwester von Daniele Fauner, der ebenfalls als Biathlet aktiv ist.

## Statistiken

### Weltcupplatzierungen
Die Tabelle zeigt alle Platzierungen (je nach Austragungsjahr einschließlich Olympische Spiele und Weltmeisterschaften).
- 1.–3. Platz: Anzahl der Podiumsplatzierungen
- Top 10: Anzahl der Platzierungen unter den ersten zehn (einschließlich Podium)
- Punkteränge: Anzahl der Platzierungen innerhalb der Punkteränge (einschließlich Podium und Top 10)
- Starts: Anzahl gelaufener Rennen in der jeweiligen Disziplin
- Staffel: inklusive Mixed- und Single-Mixed-Staffeln

| Platzierung | Einzel | Sprint | Verfolgung | Massenstart | Staffel | Gesamt |
| ----------- | ------ | ------ | ---------- | ----------- | ------- | ------ |
| 1. Platz    |        |        |            |             |         |        |
| 2. Platz    |        |        |            |             |         |        |
| 3. Platz    |        |        |            |             |         |        |
| Top 10      |        |        |            |             |         |        |
| Punkteränge |        |        |            |             | 1       | 1      |
| Starts      | 1      | 1      |            |             | 1       | 3      |

### Europameisterschaften
Die Tabelle zeigt alle Platzierungen bei Europameisterschaften: 
| Europameisterschaften | Europameisterschaften | Einzelwettbewerbe | Einzelwettbewerbe | Einzelwettbewerbe | Staffelwettbewerbe | Staffelwettbewerbe |
| Jahr                  | Ort                   | Einzel            | Sprint            | Verfolgung        | Mixedstaffel       | S.-M.-Staffel      |
| --------------------- | --------------------- | ----------------- | ----------------- | ----------------- | ------------------ | ------------------ |
| 2021                  | Duszniki-Zdrój        | 61.               | 60.               | 43.               | –                  | 5.                 |
| 2022                  | Arber                 | 47.               | 39.               | DSQ               | –                  | –                  |
| 2023                  | Lenzerheide           | 22.               | 37.               | 36.               | –                  | 13.                |

### Jugend-/Juniorenweltmeisterschaften
Fauner nahm 2016 an den Jugend-, ab 2018 an den Juniorenwettkämpfen teil.
| Weltmeisterschaften | Weltmeisterschaften | Einzelwettbewerbe | Einzelwettbewerbe | Einzelwettbewerbe | Damenstaffel |
| Jahr                | Ort                 | Einzel            | Sprint            | Verfolgung        | Damenstaffel |
| ------------------- | ------------------- | ----------------- | ----------------- | ----------------- | ------------ |
| 2016                | Cheile Grădiștei    | 30.               | 47.               | 34.               | 8.           |
| 2018                | Otepää              | 13.               | 39.               | 28.               | 6.           |
| 2019                | Osrblie             | 41.               | 47.               | DNS               | –            |

### IBU-Cup-Siege
Die Tabelle listet alle Siege im IBU-Cup:
| Nr. | Datum        | Ort     | Disziplin |
| --- | ------------ | ------- | --------- |
| 1.  | 7. Jan. 2023 | Osrblie | Sprint    |